# Божедарівка (Кривий Ріг)
Божеда́рівка  — житловий масив на півдні Тернівського району міста Кривого Рогу. Населення складає — 1,8 тис. осіб.

## Історія
На місці житлового масиву колись існувало село на правому березі річки Саксагань (нині — Кресівське водосховище) на початку ХІХ століття. На карті 1800 року місцевість позначалася як Благодатна. Станом на 1869 рік в селі були 10 домогосподарств, вітряк. У 1903 році налічувалось вже 55 домогосподарств, де мешкало 276 осіб. У 1920—1930-х роках існувала однойменна сільська рада. У межі Кривого Рогу місцевість увійшла наприкінці 1940-х років. Розвитку набуло у 1950—1970-х роках. Сучасна назва існує з 1970-х років.
Поблизу розташовані залізнична  станція Рокувата та однойменна балка. Загальна площа 95,2 га, налічується 18 вулиць.